# OMD
OMD (Omnicom Media Direction) je globální mediální agentura (ve světě komunikovaná/známá jako OMD Worldwide) s více než 140 pobočkami působící ve více než 80 zemích. V České republice působí pod právnickou osobou OMD Czech, a.s., a je součástí skupiny Omnicom Media Group a Omnicom Group (NYSE:OMC).
OMD je společností zaměřující se na mediální komunikaci, plánování a nákup medií a následné vyhodnocování kampaní velkých i menších společností. Svým klientům nabízí komplexní služby od menších kreativních projektů, výkonnostního marketingu, poradenských služeb, až po velké celonárodní kampaně skrz všechny media typy. Vzhledem k používání Operačního systému Vision je pak OMD schopné provázat strategické přístupy a kampaně se stanovenými KPI's.

## Managing directors (ředitelé agentury)
- 1.7. 2019 - až nyní Štěpán Kamený[4]
- 1.7. 2017 - 30.6.2019 Petr Nešpůrek[5]
- 1.2. 2016 - 30.6.2017 - Jiří Herian [6]

## Ocenění
V České republice je aktuálním držitelem několika ocenění v oblasti kampaní a marketingu – AdWeek, MaM Global, Globální agentura roku, Agentura roku či certifikace celé agentury Googlem. Vyvíjí více než 20 inovací ročně a stará se o více než 345 klientů.
- 2017 Mediální síť roku [7]
- 2011 - 2013 Nejoceňovanější globální mediální síť
- Globální mediální agenturou roku 2014 [8]

## Historie
Optimum Media Direction byla založena Paříží říjnu roku 1996 spojením dvou agentur společnosti Omnicom, DDB Needham a BBDO, které byly tehdy známé jako Optimum Media a Media Direction. Založení OMD bylo považováno za první krok společnosti Omnicom k opuštění společného podniku pro nákup médií s WPP s názvem The Media Partnership.

## Organizace společnosti Omnicom Media Group[13][3]
Omnicom Media Group ČR nabízí služby v mnoha oblastech – strategické plánování, nákup médií i vyhodnocování efektivity realizovaných aktivit. Dále pak poskytuje marketingové poradenství, včetně managementu konkrétní firemní značky.
1. Strategické plánování
  - Poskytování, plánování a vyhodnocování na míru šité kampaně na základě předem stanovených cílů. Součástí strategického plánování je i vyhodnocování spotřebitelského a tržního chování a probíhajících komunikačních řešení a na základě těchto výsledků dále koriguje současnou a budoucí strategii. Společnost Omnicom Media Group je také schopna se podílet či kompletně přejmout vývoj kreativních konceptů.
2. Klientský servis
  - Komplexní péče o klienty v podobě plánování a nákupu médií. Odborný tým OMG je schopný průběžně a pružně reagovat na aktuální potřeby či požadavky klienta. K jejich práci také patří kontrola, zda byly dodány veškeré potřebné podklady do médií řádně, včas a v pořádku. Mimo jiné, klientský servis OMG pořádá mediální semináře a nových technologiích a tendrech. Komplexní služby pro klienty jsou zajišťovány prostřednictvím dceřiných agentur: OMD, PHD a A!M.
3. Nákup médií
  - Efektivní mediální nákup zahrnuje rezervace termínů, umístění reklamní plochy, vypracování detailního mediaplánu, detailní optimalizaci a specifikaci médií a také plnou koordinaci výroby podkladů ve spolupráci s kreativní agenturou. Nákup medií obsahuje negociaci napříč mediatypy, plánovací, nákupní a strategické operace, tracking mediální inflace, analýzy vyjednávání a optimalizačních nástrojů.
  - Out Of Home Media
    - Plánování a nákup outdoorových ploch. Zakreslení do map i navigačních systémů, kreativní řešení na míru. Monitoring konkurence, výběr ploch, výstavba ploch na klíč.

  - Full Service Digital
    - Digitální řešení na míru. Inovování, měření a zavádění nových technologií. Správa a tvorba webu a sociálních sítí, buzz marketing, display reklama a RTB, video, mobilní marketing a aplikace.

### Global
Hlavní sídlo - New York City, Spojené státy americké
- Chief Executive Officer: Florian Adamski
- Chief Marketing Officer: Damian Winstanley
- Chief Client Officer: Monica Karo
- Chief Development Officer: Robert Habeck
- Chief Strategy Officer: Chrissie Hanson
- Head of Technology & Emerging Platforms: Israel Mirsky

### Europe
Hlavní sídlo - Londýn, Anglie
- Chief Executive Officer: Guy Marks
- Chief Client Officer: Kelly Parker
- Chief Development Officer: Oliver Stroh
- Chief Performance Officer: Cristina Sagarduy
- Chief Strategy Officer: Mark Murray Jones
- Chief Product Development Officer: Jean-Paul Edwards
- Chief Collaboration Officer: Paul Coleman

### Organizace společnosti v České republice

#### Statutární orgány společnosti
- PHD, a.s.
  - Předseda představenstva: Petr Miláček
  - člen představenstva: Šárka Vránová, Dagmar Jindrová
- OMD Czech, a.s.
  - Předseda představenstva: Štěpán Kamený
  - Člen představenstva: Jan Bartoš, Martin Šebesta
- Omnicom Media Group, s.r.o.
  - Jednatelé: Luděk Hatoň, Luisa Alvesová, Jan Filipi